# Fade Into Darkness
«Fade into Darkness» en español: «decolarse dentro de la oscuridad» es una canción del disc jockey y productor sueco Avicii. La canción cuenta con la voz del cantante Andreas Moe. El sencillo se lanzó en formato digital el 16 de julio de 2011. La canción intercala la melodía de «Perpetuum Mobile» de Penguin Cafe Orchestra, escrita por Simon Jeffes. Antes de su lanzamiento, la canción fue llamada «Penguin», que entonces era únicamente una pista instrumental, a diferencia de «Fade into Darkness» que tiene letra.

## Formatos y remezclas
| Descarga digital |                                               |          |  |
| N.º              | Título                                        | Duración |  |
| 1.               | «Fade into Darkness» (Vocal Radio Mix)        | 3:18     |  |
| 2.               | «Fade into Darkness» (Instrumental Club Mix)  | 5:48     |  |
| 3.               | «Fade into Darkness» (Vocal Club Mix)         | 6:09     |  |
| 4.               | «Fade into Darkness» (Instrumental Radio Mix) | 2:58     |  |

## Posición en listas y certificaciones
| País (2011)                  | Mejor posición |
| ---------------------------- | -------------- |
| Países Bajos (Dutch Top 40)  | 27             |
| Polonia (Dance Top 50)       | 19             |
| Rumania (Romanian Top 100)   | 81             |
| Suecia (Sverigetopplistan)   | 4              |
| Eslovaquia (Rádio Top 100)   | 44             |
| Reino Unido (UK Dance Chart) | 33             |
| Reino Unido (UK Indie Chart) | 27             |

| País   | Organismo certificador | Certificación    | Simbolización | Ref.  |
| ------ | ---------------------- | ---------------- | ------------- | ----- |
| Suecia | GLF                    | Disco de Platino |               | [ 9 ] |

## Historial de lanzamientos
| País   | Fecha               | Formato          | Discográfica    | Ref.  |
| ------ | ------------------- | ---------------- | --------------- | ----- |
| Suecia | 22 de julio de 2011 | Descarga digital | Universal Music | [ 1 ] |